# Verordnung (EG) Nr. 1223/2009 über kosmetische Mittel
Die Verordnung (EG) Nr. 1223/2009 über kosmetische Mittel vom 30. November 2009 harmonisiert Rechtsvorschriften über kosmetische Mittel in der europäischen Gemeinschaft, vereinfacht Verfahren und baut bestimmte Elemente wie Marktüberwachung aus, um ein hohes Maß an Schutz der menschlichen Gesundheit zu gewährleisten (Erwägungsgrund 3 der Verordnung (EG) Nr. 1223/2009). Sie gilt seit 11. Juli 2013 unmittelbar in allen Mitgliedstaaten der Europäischen Union und ersetzt die Richtlinie 76/768/EWG über kosmetische Mittel.
Die Verordnung regelt die wesentlichen Anforderungen und Verpflichtungen bei kosmetischen Mitteln. Das sind „Stoffe oder Gemische, die dazu bestimmt sind, äußerlich mit den Teilen des menschlichen Körpers (Haut, Behaarungssystem, Nägel, Lippen und äußere intime Regionen) oder mit den Zähnen und den Schleimhäuten der Mundhöhle in Berührung zu kommen, und zwar zu dem ausschließlichen oder überwiegenden Zweck, diese zu reinigen, zu parfümieren, ihr Aussehen zu verändern, sie zu schützen, sie in gutem Zustand zu halten oder den Körpergeruch zu beeinflussen“ (Art. 2 Abs. 1 Buchst. a der Verordnung). Die Verordnung wird ergänzt durch die Verordnung (EU) Nr. 655/2013 zur Festlegung gemeinsamer Kriterien zur Begründung von Werbeaussagen im Zusammenhang mit kosmetischen Mitteln und die Verordnung (EU) 2015/1298 vom 28. Juli 2015.

## Verantwortlichkeit für Sicherheit und Einschränkungen von zu verwendenden Stoffen
Der allgemeine Grundsatz der Verantwortlichkeit des Herstellers oder Importeurs für die Sicherheit des kosmetischen Mittels wird ergänzt durch Einschränkungen für einige Stoffe über die Anhänge II bis VI:
- Anhang I: Sicherheitsbericht für kosmetische Mittel
- Anhang II: Liste der Stoffe, die verboten sind
- Anhang III: Liste der Stoffe, welche unter Einschränkungen enthalten sein dürfen
- Anhang IV: Liste der zugelassenen Farbstoffe
- Anhang V: Liste der zugelassenen Konservierungsstoffe
- Anhang VI: Liste der zugelassenen UV-Filter
- Anhang VII: Auf Verpackungen/Behältern zu verwendende Symbole, insbesondere zur Darstellung der Haltbarkeit
- Anhang VIII: Verzeichnis der validierten Alternativmethoden zu Tierversuchen (bisher ohne Eintrag)

Laut Erwägungsgrund 64 der Verordnung sollte insbesondere „die Kommission die Befugnis erhalten, die Anhänge dieser Verordnung an den technischen Fortschritt anzupassen“.

### Bezeichnung der Stoffe in den Listen
Neben der Bezeichnung werden für die Zuordnung der Stoffe deren CAS-Nummer und EG-Nummern verwendet. An einigen Stellen stehen keine korrekten EG-Nummern. Beispiel die lfd.nr 331 Veratrin hat die Nummer 613-062-00-4, die nicht dem Format NNN-NNN-R entspricht. Es ist die Indexnummer, die mit der CLP-Verordnung für Gefahrenstoffe eingeführt wurde.

## Abgrenzung zur europäischen Richtlinie 76/768/EWG
Unter anderem neu in der Verordnung gegenüber der Richtlinie 76/768/EWG über kosmetische Mittel ist die Verpflichtung der Hersteller, Kosmetikprodukte über das Cosmetic Products Notification Portal (CPNP) der EU zu melden. Dabei müssen unter anderem Rahmenrezeptur und Produktetikett (Label) hinterlegt werden; bisherige nationale Meldepflichten entfallen.

## Tierversuche
Die Verordnung beschränkt die Tierversuche entsprechend der europäischen Richtlinie 86/609/EWG des Rates vom 24. November 1986 zur Annäherung der Rechts- und Verwaltungsvorschriften der Mitgliedstaaten zum Schutz der für Versuche und andere wissenschaftliche Zwecke verwendeten Tiere. So dürfen gemäß Artikel 7 dieser Richtlinie keine Tierversuche durchgeführt werden, wenn wissenschaftlich zufrieden stellende Alternativen zur Verfügung stehen. Dies spiegelt sich in dem vorgesehenen Verbot von Tierversuchen in der Verordnung wider.